# Aulénpriset
Aulénpriset eller Gustaf Auléns prisfond, var en fond och pris mellan 1962 och 2015. Den instiftades av Gustaf Aulén, då han. överlämnade en penningsumma, som insamlats till hans 80-årsdag, till en fond som skulle förvaltas av Sveriges Kyrkosångsförbunds centralkommitté. År 1964 överlämnades pengar från insamlingen till 85-årsdagen. År 1972, då Kyrkosångens Vänner tillsammans med Sveriges Kyrkosångsförbund och Laurentius Petri Sällskapet bildade RISK, Riksförbund tillfördes ytterligare medel.
Vid 2015 års förbundsstämma delade man ut det sista Aulénpriset, då pengarna i fonden var slut. 
Ändamålet med Gustaf Auléns prisfond var att genom dela ut en summa pengar belöna den som gjort särskilt goda insatser i fråga om nykomposition av sakral körmusik eller på annat framstående sätt främjat kyrklig körverksamhet.

## Pristagare
- 1962 - Sven-Erik Bäck
- 1963 - Torsten Nilsson
- 1964 - Torsten Sörenson
- 1965 - Albert Runbäck
- 1967 - Bengt Hambraeus
- 1968 - Sven-Eric Johanson
- 1969 - Eric Ericson
- 1970 - Eskil Hemberg
- 1971 - Gunnar Thyrestam
- 1972 - Roland Forsberg
- 1975 - Egil Hovland och Karl-Olof Robertson
- 1978 - Gunnemar Carlstedt
- 1979 - Bror Samuelson
- 1983 - Ingemar Månsson
- 1985 - Sven-David Sandström
- 1987 - Kjell Bengtsson
- 1989 - Curt Lindström
- 1991 - Roland Forsberg
- 1995 - Per Gunnar Petersson
- 1997 - Peter Wallin
- 2000 - Birgitta Rosenquist-Brorson
- 2002 - Jerker Leijon
- 2005 - Agneta Sköld
- 2007 - Fredrik Sixten
- 2009 - Leif Nahnfeldt
- 2011 - Karin Runow
- 2013 - Anna Cederberg-Orreteg
- 2015 - Reibjörn Carlshamre